# Rie Mastenbroek
Hendrika Wilhelmina Mastenbroek, coneguda com a Rie Mastenbroek, (Rotterdam, Països Baixos 1919 - íd. 2003) fou una nedadora neerlandesa, guanyadora de quatre medalles olímpiques.

## Biografia
Va néixer el 26 de febrer de 1919 a la ciutat de Rotterdam, població situada a la província d'Holanda del Sud.
Va morir el 6 de novembre de 2003 a la seva residència de Rotterdam.

## Carrera esportiva
Especialista en proves de crol i esquena, va destacar l'any 1934 en el Campionat d'Europa de natació, on va aconseguir guanyar quatre medalles, entre elles tres medalles d'or.
Als 17 anys va participar en els Jocs Olímpics d'Estiu de 1936 realitzats a Berlín (Alemanya nazi), on va aconseguir guanyar la medalla d'or en les proves dels 100 metres lliures, 800 metres lliures i relleus 4x100 m. lliures, establint en tots elles sengles rècords olímpics. Així mateix també va participar en la prova dels 100 metres esquena, on va aconseguir guanyar la medalla de plata, just per darrere de la seva compratiota Nida Senff.
El 25 de novembre de 1934 va establir un nou rècord del món dels 100 metres esquena amb un temps d'1:16.8 minuts, un rècord vigent fins al gener de 1935. El febrer de 1936 novament el tornà a establir, aturant el cronòmetre als 1:15.8 minuts. El gener de 1935 establí un nou rècord en els 200 metres esquena amb un temps de 2:49.6 minuts, vigent fins al març de 1936.